# Creu de Puigsacost
La Creu de Puigsacost és una escultura pública del municipi de Santa Eugènia de Berga (Osona) inclosa en l'Inventari del Patrimoni Arquitectònic de Catalunya.

## Descripció
Sobre la roca natural del cim de Puigsacost s'alça, damunt d'un pedestal de tres nivells, una creu de ferro d'uns 70 cm d'alçada. D'estructura tubular, els braços de la creu són acabats als extrems amb una forma lobulada plana. A la intersecció dels mateixos hi ha una circumferència. L'alçada total de la creu i el pedestal és d'un metre 25 centímetres. La creu presentava una inscripció a finals del segle XX il·legible degut al mal estat de conservació.

## Història
L'actual creu va ser posada en el seu emplaçament actual en substitució d'una d'anterior, que es va treure durant la Guerra Civil. Cada 25 de març es donava en aquest punt pa als pobres i es beneïa el terme municipal després de pujar en processó al cim del Puigsacost dient les lletanies. Aquesta tradició perdurà fins a la dècada de 1970.